# 第二次石油危机

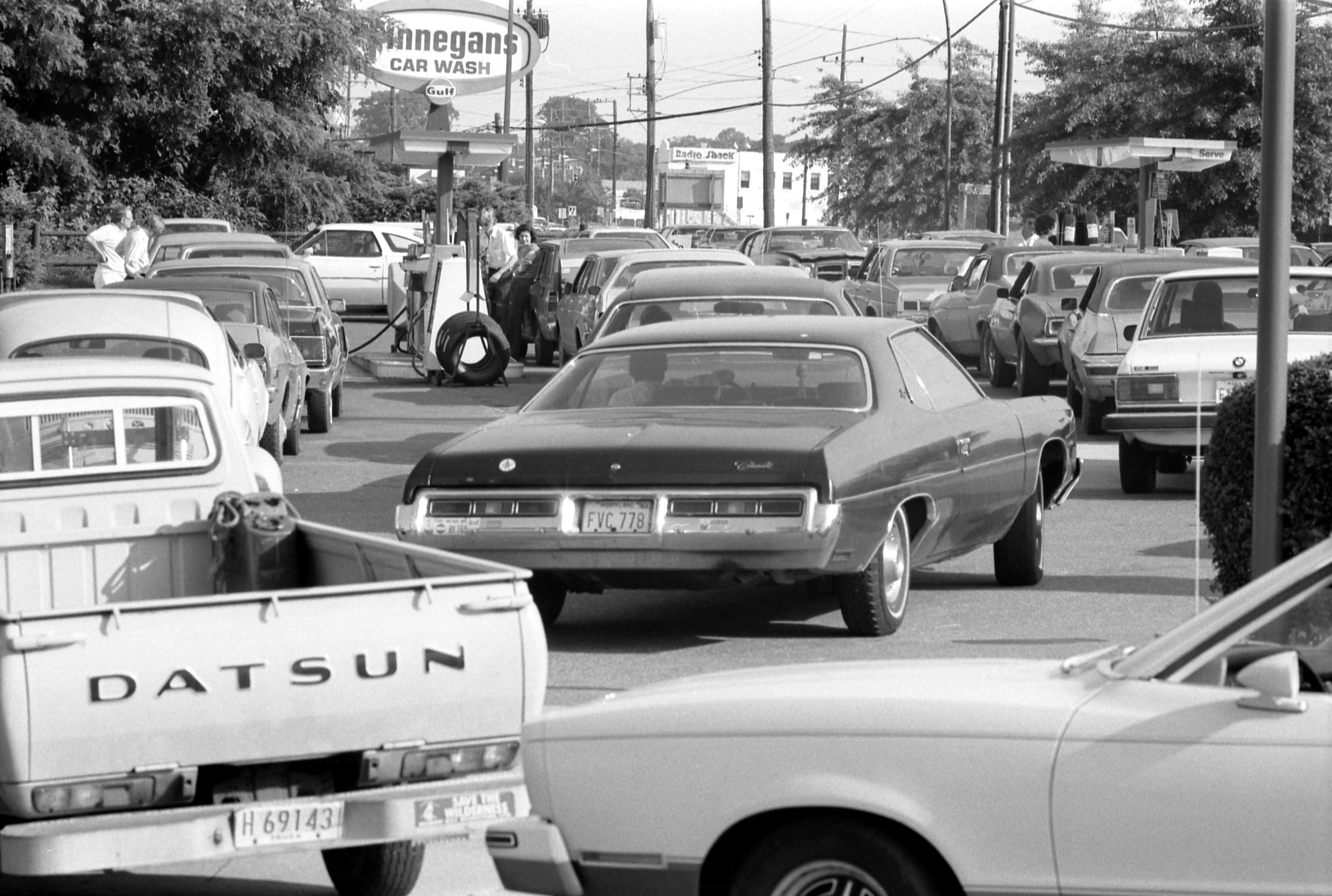
1979年美國馬里蘭州一間加油站外大排長龍的車隊

第二次石油危機，又稱作1979年石油危機，發生在1979年至1981年初（2月），當時伊朗伊斯兰革命和兩伊戰爭爆发，造成第二次石油危機。原油價格從1979年的每桶15美元左右最高漲到1981年2月的39美元，是20世纪下半葉三大能源危機之一。

## 影响
伊朗伊斯兰革命爆发，而后伊朗和伊拉克又爆發兩伊戰爭，原油日产量锐减，国际油市价格飙升，每桶原油的价格从14美元涨到了35美元。
第二次石油危机也引起了西方工业国1980年代初期的经济衰退。据估计，美国GDP大概下降了3%，直到20世纪80年代中期，油价才下降到危机前的水平。